# Lodewijk Van Nueten
Wilhelmus Ludovicus (Lodewijk) Van Nueten (Merksplas, 4 november 1847 – Meerle, 21 juni 1926) was een Belgisch politicus.

## Levensloop
Van Nueten werd geboren te Merksplas als oudste zoon in een molenaarsfamilie met vijf kinderen die woonachtig waren in de windmolen 'Arbeid Adelt' aan de Molenzijde. Na het overlijden van zijn vader in 1861 nam hij de taak van molenaar op zich.
In 1883 huwde hij Maria Cornelia Smits (°3 juni 1856, Meerle) en verhuisde hij naar Meerle, alwaar hij actief werd als handelaar in meststoffen. In deze voormalige gemeente werd hij in 1891 verkozen als burgemeester, een functie die hij uitoefende gedurende 35 jaar. Een functie die ook twee van zijn broers uitoefenden, met name Victor te Merksplas en Joseph te Zoersel.
Hij was vader van negen kinderen. Hun zoon Petrus stierf als soldaat in de laatste maand van de Eerste Wereldoorlog (23 oktober 1918). Lodewijk hield tijdens deze oorlog een dagboek bij die de specifieke problemen van een oorlogsburgemeester weergeven in een Kempens dorp.
In Meerle is een straat naar hem vernoemd, met name de 'Burgemeester Van Nuetenstraat'.